# 1889 (romanzo)
1889 (Dans le ventre de Klara) è un romanzo dell'autore francese Régis Jauffret, uscito in Italia in prima mondiale nel 2023 e in Francia, nella versione originale, nel 2024.
Il romanzo, scritto in prima persona con la voce narrante di Klara Pölzl, ripercorre le fasi della gravidanza di colei che diverrà la madre di Adolf Hitler.

## Trama
Klara è una donna ossessionata dal senso del dovere e dall'obbedienza al prozio Alois Hitler (da lei chiamato "Zio"), in casa del quale entra come domestica e del quale diventa la legittima consorte dopo che, rimasto vedovo, la mette incinta. Religiosissima per educazione e temperamento, Klara va spesso a confessarsi dal parroco del paese, l'abate Müller, che è portato a diffidare di lei per i discorsi che la donna gli fa e che gli ricordano eresia e stregoneria, e pertanto le assegna pesanti penitenze.
Nei confronti del bambino che porta in grembo, Klara ha dei sentimenti ambivalenti: da una parte pensa che dare alla luce un altro figlio, dopo quello che le è morto, sarà un modo per riscattarsi agli occhi del marito, e fantastica sulle grandi imprese che egli potrà compiere dando lustro al nome degli Hitler, dall'altro le sorge il timore che possa invece rivelarsi un flagello per l'umanità, con visioni di ciò che avverrà effettivamente decenni dopo con l'Olocausto.

## Edizioni
- Régis Jauffret, 1889, traduzione di Tommaso Gurrieri, con una postfazione dell'autore, Firenze, Edizioni Clichy, 2023, ISBN 9788867999576.
- (FR) Régis Jauffret, Dans le ventre de Klara, Récamier, gennaio 2024, ISBN 9782385770570.